# 石管

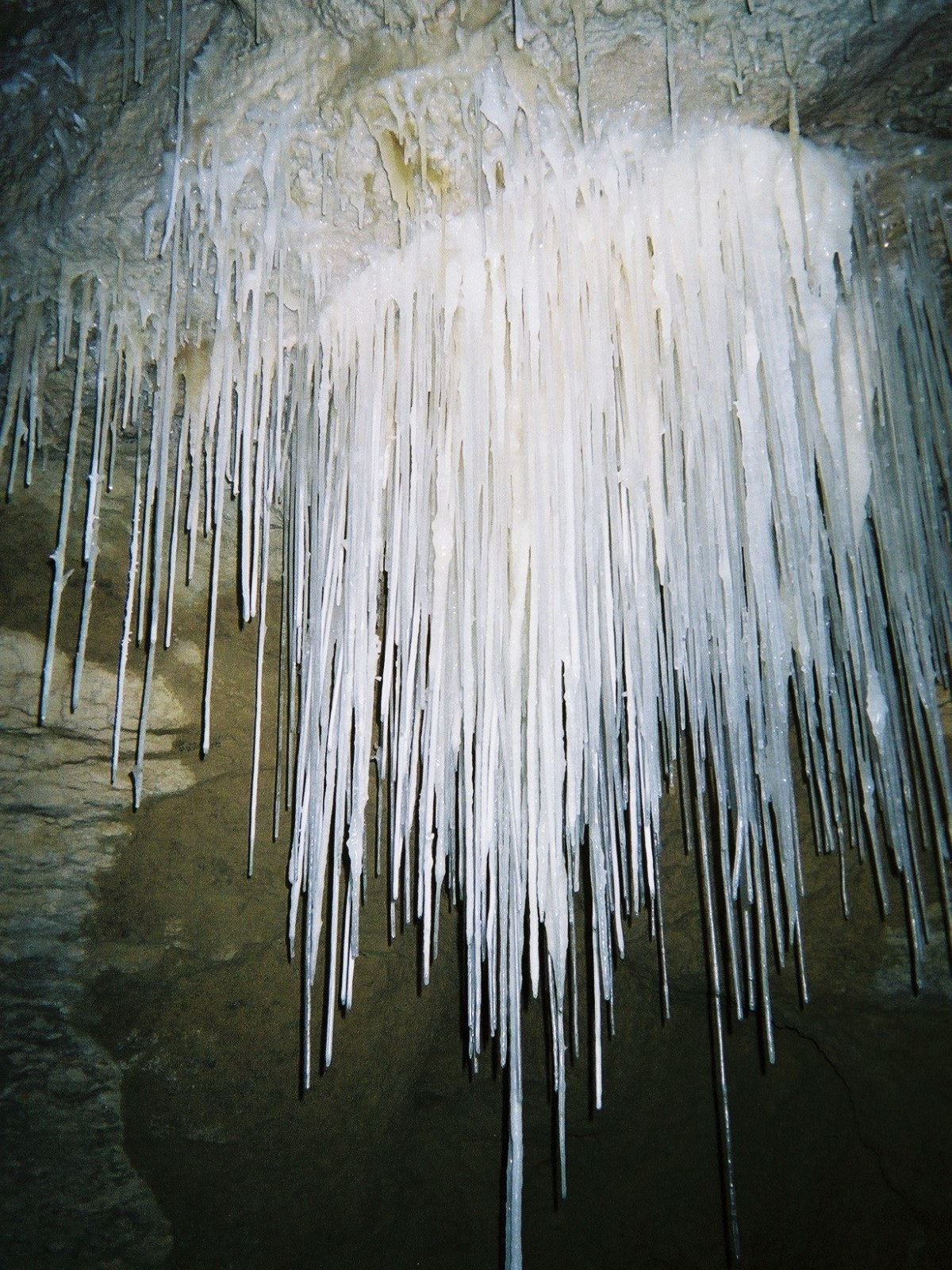
石管, 地點：Gardner's Gut

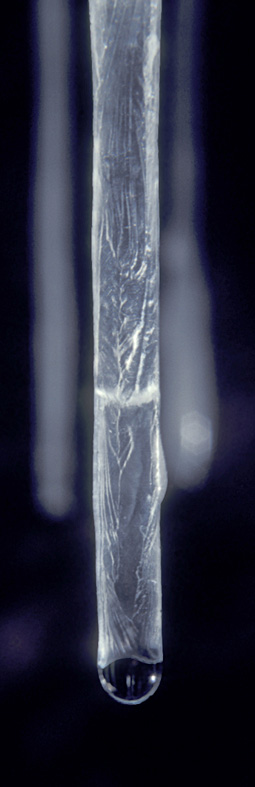
石管

石管或石吸管（英語：Soda straw）是一種圓柱形的洞穴沉積物，它們也被稱為「管狀鐘乳石」。

## 來源
石管是一種圓柱形中空的洞穴沉積物，在洞穴的屋頂，有水通過岩石裂縫緩慢滲出的地方，就能生長石管。它每年生長的長度很少超過幾毫米，平均每年能增加十分之一毫米。 如果石管底部的孔被堵塞，或者如果水開始在空心管的外表面流動，石管就會變成鐘乳石。石管也可以在洞穴環境已外的裸露混凝土表面形成，其生長速度比在洞穴内形成的速度快很多。

## 形成過程
當溶解在水中的碳酸鈣或硫酸鈣從溶液中析出並沉積時，就會形成這些管子。當每一滴水流出時都會懸停在石管的尖端，水就會在其邊緣沉積一圈礦物質；水滴落後，新的一滴取而代之。連續的水滴在落下之前都會沉積更多的礦物質，最終形成一個管子。水掉落到洞穴底部，就能形成石筍或流石。
石管是最脆弱的洞穴沉積物之一。像石藤一樣，很容易被觸摸壓碎或折斷。正因為如此，在展覽的洞穴中，石管很難在伸手可及的範圍內生存。亞利桑那州南部的 Kartchner Caverns 擁有保存完好的石管，因為它最近於 1974 年被發現，而且受到高度保護管制。